# Anthericeae
Anthericeae je tribus cvjetnica iz porodice šparogovki, dio potporodice Agavoideae. Rod Anthericum nekada je bio uključivan u vlastitu porodicu Anthericaceae.
Danas je u tribus uključeno 10 rodova, od kojih su najbrojniji hlorofitum sa 200 vrsta i Echeandia sa 85.

## Rodovi
1. Anthericum L. (7 spp.)
2. Diamena Ravenna (1 sp.)
3. Diora Ravenna (1 sp.)
4. Paradisea Mazzuc. (2 spp.)
5. Trihesperus Herb. (2 spp.)
6. Diuranthera Hemsl. (4 spp.)
7. Hagenbachia Nees & Mart. (6 spp.)
8. Chlorophytum Ker Gawl. (200 spp.)
9. Leucocrinum Nutt. ex A. Gray (1 sp.)
10. Echeandia Ortega (85 spp.)

## Sinonimi
- Anthericaceae J. Agardh